# The King of Fighters 2003
The King of Fighters 2003 é o décimo jogo da série The King of Fighters. É o último jogo desta série baseada no hardware Neo-Geo e o primeiro da série desenvolvido e publicado pela SNK Playmore.

## Jogabilidade
O jogo conta com a jogabilidade de suas versões anteriores: Joystick de 8 direções e 4 botões de ataque. Como sempre com a evasiva (botões A e B juntos) e o contra-golpe (botões C e D juntos). No começo de uma batalha, as duas equipes já estarão com 3 power-stocks cheios.
Duas novidades do jogo são o sistema de Tag Battle e de escolha de um líder para a equipe.

### Sistema de Tag Battle
O KoF 2003 é o primeiro jogo da série a usar um sistema de Tag Battle que consiste em permitir ao jogador de poder alternar entre os membros de sua equipe durante a batalha. Há quem diga que é um Marvel vs. Capcom da SNK em forma de KoF.
Para alternar entre os 3 membros da equipe basta apertar os botões A+C ou B+D. Quando feito, o personagem que estiver ativo executará uma animação parecida com um Taunt (também conhecido por "animação de provocação") e trocará de lugar com seu parceiro.
Também existe a possibilidade de usar um contra-golpe e poder trocar de personagem ao mesmo tempo. Faz-se o comando "meia-lua pra frente + A+C ou B+D" e o personagem executará um contra-golpe. Rapidamente ele sai da tela e seu parceiro vem para seu lugar já atacando. Esta tática é usada para causar mais dano no adversário e aumentar o número de combos.

### Escolha de líder
Na tela de seleção da equipe, o primeiro membro a ser escolhido será definido como líder da equipe. Este é o único membro da equipe que pode executar golpes-especiais de nível 2 (ou HSDM - Hidden Super Desesperation Move).

Nota: A maioria dos HSDM dos personagens são executados com a mesma sequência de movimentos de um de seus SDM (Super Desesperation Move), só que com 2 botões ao invés de um.